# Кузнецова, Агния Евгеньевна
А́гния Евге́ньевна Кузнецо́ва (род. 15 июля 1985, Новосибирск, СССР) — российская актриса театра и кино.

## Биография
Родилась в Новосибирске 15 июля 1985 года. Отец — художник, мать — Майя Владимировна Бядова, педагог декоративно-прикладного искусства Института искусств Новосибирского государственного педагогического университета. Окончила школу в Новосибирске, посещала театральную студию.
В 2006 году окончила Высшее театральное училище имени Б. В. Щукина (курс Ю. Шлыкова).

### Личная жизнь
Состояла в отношениях с однокурсником и партнером по фильму «Груз 200» Леонидом Бичевиным.
16 сентября 2015 года вышла замуж за танцора и хореографа Максима Петрова. 7 декабря 2019 года родила ему сына Андрона.

## Роли в театре
МХАТ им.М.Горького
«Женщины Есенина» - Галя Бениславская
- «Дон Хиль Зелёные штаны» (реж. М. Борисов)

### Театр «Практика»
- «Девушка и революционер» (реж. В. Агеев, 2009) — Надежда Аллилуева
- «Кеды» (реж. Р. Маликов, 2013)
- «Жизнь удалась» (реж. Э. Бояков, 2013)
- «Дознание» (реж. Р. Маликов, 2014)
- «Уроки Литературы. Поэтический спектакль» (реж. Ф. Михайлов, 2015)

### Проект «Другой театр» (Москва)
- «Штирлиц идёт по коридору. — По какому коридору?»[4] (реж. Е. Шевченко) — Люба
- «Проявления любви»[5] (реж. О. Субботина) — Наташа
- «Ближе»[6] (реж. В. Агеев) — Алиса Эрис

## Фильмография
| Год          |     | Название                                           | Роль                                   |
| ------------ | --- | -------------------------------------------------- | -------------------------------------- |
| 2003         | с   | Даша Васильева. Любительница частного сыска        | проститутка                            |
| 2005         | ф   | Птицы небесные                                     | Саша                                   |
| 2007         | ф   | Груз 200                                           | Анжелика (озвучивание: Оксана Сурнина) |
| 2008         | ф   | Все умрут, а я останусь                            | Жанна Марченко                         |
| 2008         | ф   | Дом, милый дом                                     | Маша                                   |
| 2008         | с   | Жаркий лёд                                         | Ася Самсонова                          |
| 2008         | ф   | Морфий                                             | сестра в психиатрической лечебнице     |
| 2008         | ф   | Ой, мамочки…                                       | Жанна                                  |
| 2009         | кор | Счастье другими словами                            | журналистка                            |
| 2009         | ф   | Всё, что нужно — это любовь                        | Даша                                   |
| 2009         | ф   | Зона турбулентности                                | пассажирка                             |
| 2009         | ф   | Фобос. Клуб страха                                 | Вика                                   |
| 2010         | с   | Башня                                              | Заноза, доставщица пиццы               |
| 2010         | тф  | Богини правосудия                                  | Таня Сапсанова                         |
| 2010         | с   | Индус                                              | Настя                                  |
| 2010         | тф  | Пара гнедых                                        | Ирина                                  |
| 2010         | тф  | Услышь моё сердце                                  | Люда                                   |
| 2010         | ф   | Я тебя никому не отдам                             | Рита                                   |
| 2011         | тф  | Арифметика подлости                                | Варя Булатникова                       |
| 2011         | с   | Краткий курс счастливой жизни                      | знакомая Сергея                        |
| 2011         | ф   | Полный контакт                                     | Маша                                   |
| 2011         | с   | Сделано в СССР                                     | Лиза Ветрова                           |
| 2012         | с   | Башня. Новые люди                                  | Заноза                                 |
| 2012         | с   | Без срока давности (4-я серия «Прощай, мы улетаем» | Татьяна Сергеева                       |
| 2012         | ф   | Всё просто                                         | Дина                                   |
| 2012         | ф   | Диалоги                                            | Имя персонажа не указано               |
| 2012         | с   | Мосгаз                                             | Наташа Строева                         |
| 2012         | с   | Одесса-мама                                        | Света                                  |
| 2012         | с   | Побег 2                                            | дочь Жанны                             |
| 2012         | с   | Подари мне воскресенье                             | Маша Веретенникова                     |
| 2012         | ф   | Пока ночь не разлучит                              | киноактриса                            |
| 2013         | с   | Найти мужа в большом городе                        | Мила                                   |
| 2013         | кор | Простое женское счастье                            | Имя персонажа не указано               |
| 2014         | с   | Чужой среди своих                                  | Полина                                 |
| 2014         | ф   | Да и да                                            | Саша                                   |
| 2014         | ф   | На дне                                             | Наташа                                 |
| 2014         | с   | Соблазн                                            | Татьяна Андреевна Нащёкина             |
| 2015         | ф   | А зори здесь тихие                                 | Соня Гурвич                            |
| 2015         | с   | Жена егеря                                         | Татьяна                                |
| 2015         | с   | Седьмая руна                                       | Вера (Июнь)                            |
| 2015         | кор | Круговое движение                                  | Маша                                   |
| 2016 — н. в. | мс  | Лео и Тиг                                          | Лео                                    |
| 2016         | ф   | Сценарий                                           | Имя персонажа не указано               |
| 2017         | с   | Трасса смерти                                      | Мария Корсакова                        |
| 2018         | с   | Девочки не сдаются                                 | Маша                                   |
| 2018         | с   | Жёлтый глаз тигра                                  | Татьяна Ходорова                       |
| 2019         | ф   | Воскресенье                                        | Лена                                   |
| 2019         | с   | Случайный кадр                                     | Ирина Шуйко                            |
| 2021         | с   | Готовы на всё                                      | Катя                                   |
| 2022         | ф   | Хочу замуж                                         | Карина                                 |
| 2022         | с   | Мажор-4                                            | Елена Александровна Ковтун             |

## Награды и номинации
- 2008 — Награда на Брюссельском кинофестивале европейского кино за лучшую женскую роль («Все умрут, а я останусь», совместно с Полиной Филоненко и Ольгой Шуваловой)
- 2012 — Награда на кинофестивале «Окно в Европу» за лучшую женскую роль второго плана («Всё просто»)[7]
- 2012 — Награда на фестивале «Созвездие» за лучшую женскую роль второго плана («Всё просто»)[источник не указан 3541 день]
- 2015 — Номинация на премию «Белый слон» за лучшую женскую роль («Да и да»)
- 2015 — Номинация на премию «Ника» за лучшую женскую роль («Да и да»)